# Trolleybus van Tunis
De trolleybus van Tunis zorgde tussen 1945 en 1970 voor openbaar vervoer in de Tunesische hoofdstad Tunis. Het was het enige trolleybusnetwerk dat ooit in Tunesië heeft bestaan.

## Geschiedenis
De trolleybus werd voorafgegaan door de tram. De paardentram verscheen in Tunis in 1885 en tegen 1914 baatte de Compagnie des Tramways de Tunis (CTT) al een tiental elektrische tramlijnen uit. In 1953 werd het bedrijf hernoemd in Compagnie tunisienne d'électricité et de transports (CTET) om in 1958 genationaliseerd te worden.
Enkele belangrijke mijlpalen in de geschiedenis van het trolleybusnet
- 1944: de CTT bestudeert een project om de stadstramlijnen 1 (Porte de France - la Kasbah) en 7 (Porte de France - Avenue Carnot) te vervangen door een trolleybus;[2]
- 1946: trolleybussen berijden het traject Porte de France - Montfleury, de lijn Place Pasteur - Mutuelleville en het traject van de vroegere tramlijn 7 (Porte de France - Avenue Carnot) met verlenging tot Mutuelleville;
- 1947: buslijn 12 (Porte de France - Montfleury) wordt voortaan uitgebaat met trolleybussen;
- 1952: tramlijn 8 (El Jazira - Porte de France) wordt omgevormd tot trolleybuslijn;
- 1953: trolleybussen verschijnen op lijn 7 (Porte de France - Avenue Carnot - Place Pasteur) die verlengd wordt tot Mutuelleville.

In 1970 verdwijnt de trolleybus ten voordele van de autobus. Ongevallen, de rigiditeit van de lijnvoering, herhaaldelijke stroompannes en de visuele vervuiling door de bovenleidingen zijn de belangrijkste oorzaken.

## Voertuigen
Op het net hebben 32 trolleybussen van de Franse fabrikant Vétra dienst gedaan. Alle ingezette types hadden een klein gabariet en een beperkte capaciteit, op maat van steden met smalle, bochtige en/of hellingrijke straten.

### Vétra CS 45
Renault Scemia bouwde in totaal slechts twee exemplaren van de CS 45. Beide werden in 1937 geleverd aan Tunis. Ze waren herkenbaar aan hun vierkantig front en leken daarom sterk op de in 1934 aan de netten van Rouen en Algiers geleverde CS 35.

### Vétra CB 45
Van dit type trolleybussen dat zeer sterk lijkt op de CS 45, fabriceerde Vétra er 20 voor Tunis. De naamgeving verwijst telkens naar het aantal plaatsen: 45. Na de Tweede Wereldoorlog ging dit type over in de Vétra VDB, die volledig gelijkaardig was aan de CS 45 maar voorzien was van wielen met spaken en beluchters op het dak.

### Vétra VDB
Het model van het type D (VDB) op chassis van Berliet was het enige dat in tegenstelling tot de types B en C (VBBh, VBRh, VCR, ...) van Vétra geen moderniseringen kende. Door de beperkte reizigerscapaciteit was de vraag naar dit type immers heel beperkt. De Vétra-VDB met mechanische onderdelen van Berliet, verving in 1948 het type CB 45 en had volgende kenmerken: totale lengte 8,75 m, breedte: 2,20 m, capaciteit: 40 tot 45 reizigers en zoals de VCR op het dak voorzien van beluchters.
Tussen november 1942 en januari 1943 werden drie VDB met de wagennummers 306 tot 308 omwille van de oorlogsomstandigheden tijdelijk ingezet op de lijn Aubagne - Gémenos - Cuges-les-Pins, in de omgeving van Marseille. De 306 en 307 reden er tussen juli 1943 en 1945 terwijl de 308 als reserve in de stelplaats Saint-Pierre verbleef.